# Çerkezköy
Çerkezköy – miasto w Turcji w prowincji Tekirdağ.
Według danych na rok 2000 miasto zamieszkiwało 41 638 osób.